# Michael Sherry
Michael S. Sherry (* 1945 in Muncie, Indiana) ist ein US-amerikanischer Historiker und emeritierter Professor an der Northwestern University. Er befasst sich schwerpunktmäßig mit der Geschichte der Vereinigten Staaten im 20. Jahrhundert, darunter insbesondere Militärgeschichte, Politische Geschichte und der Geschichte homosexueller Kultur.

## Werdegang
Sherry studierte an der Washington University mit dem Bachelor-Abschluss summa cum laude 1967 und an der Yale University (1967/68 war er dort Woodrow Wilson Fellow), mit dem Master-Abschluss 1969 und der Promotion 1975 (Preparing for the next war: american plans for postwar-defense 1941-1945). Dazwischen war er Geschichtslehrer an Schulen. Ab 1973 war er Teaching Fellow und ab 1975 Lecturer in Yale. 1976 wurde er Assistant Professor an der Northwestern University und wurde dort 1982 zum Associate Professor befördert. 1987 erhielt er dort schließlich eine volle Professur und ist seit 2000 Richard W. Loeb Professor. 1994 bis 1997 war er dort darüber hinaus Assistant Dean für Erstsemester und 1998 bis 2001 Associate Dean des Weinberg College. 2020 wurde er emeritiert.
Als Militärhistoriker ist er für seine Geschichte der Entwicklung des strategischen Luftkriegs der USA im Zweiten Weltkrieg und davor bekannt.
Er schreibt regelmäßig für den New York Times Sunday Book Review.

## Schriften (Auswahl)
- Preparing for the Next War: American Plans for Postwar Defense, 1941–45. Yale University Press 1977
- The Rise of American Air Power: The Creation of Armageddon. Yale University Press 1987 (erhielt den Bancroft-Preis)
- In the Shadow of War: The United States since the 1930s. Yale University Press 1995
- Gay Artists in Modern American Culture: An Imagined Conspiracy. University of North Carolina Press 2007 (erhielt den Lambda Literary Award)
- The Punitive Turn in American Life: How the United States Learned to Fight Crime Like a War. University of North Carolina Press, 2020